# Usina de Itaicy
A Usina de Itaicy é uma usina de cana-de-açúcar desativada localizada à margem direita do Rio Cuiabá, no município de Santo Antônio de Leverger, Mato Grosso. A usina foi implantada no ano de 1897, tornando-se um marco na produção industrial e nas relações socioeconômicas do Mato Grosso.

## Histórico
A usina foi construída num período de catorze meses, com participação estimada de mil trabalhadores e maquinário alemão. Seu auge se deu entre 1900 e 1920, quando abrigava cinco mil pessoas, sendo dotado de um complexo habitacional completo e moeda própria. Entretanto, em 1930 a produção diminuiu, muito em parte pela concorrência com suas contrapartes no Nordeste e Sudeste brasileiro, sendo extinta em 1957. Devido a seu legado de inovação técnica e histórica tanto para o Mato Grosso como o Brasil, foi tombada pelo IPHAN como patrimônio histórico em 8 de janeiro de 1984. Em 2020, haviam planos para torná-la um ponto turístico.